# Oranje Tennisclub
De Oranje Tennisclub (OTC) is een tennisclub in het Benoordenhout in Den Haag.

## Orange Golf Club
De voorloper van deze club werd op 25 april 1899 opgericht als de Orange Golf Club. In dat jaar werd ook de Koninklijke Nederlandse Lawn Tennis Bond opgericht. De Orange Golf Club bevond zich in de duinen bij Scheveningen, vlak bij het toenmalige Oranje Hotel. Het hotel stelde kleedkamers ter beschikking aan de leden van de club. In 1902 werd een eigen clubhuis geopend, en in 1905 waren de tennisbanen klaar. In 1909 moest de golfbaan wijken voor de aanleg van een spoorlijn.
De Orange Golf Club werd opgericht door enkele golfvrienden, w.o. freule Daisy van Brienen (1871-1939), die op landgoed Clingendael woonde. Zij had in 1893 ook de The Hague Golf Club opgericht. Freule Daisy volgde secretaris Stoop in 1904 op, en was in 1906 de eerste dames-golfkampioene van Nederland. Later werd zij erelid van de club.

## Oranje Tennisclub
Op 22 februari 1922 werd de naam van de club gewijzigd in Oranje Tennisclub. In 1939 moest de club verhuizen omdat er een weg aangelegd werd. Het nieuwe tennispark ligt tussen HVV en de Van Alkemadelaan, de ingang is aan de Van Zaekstraat.
Het tennispark heeft negen gravel en premiumbanen, waarvan vier met verlichting. De club heeft ongeveer 800 leden.